# Макбуле Атадан
Макбуле Атадан (тур. Makbule Atadan; 1885—1956) — сестра первого президента Турецкой республики Мустафы Кемаля Ататюрка.

## Биография
Родилась в 1885 в Салониках в семье Али Рызы-эфенди и Зюбейде-ханым. В семье было пятеро детей, из которых выжило только двое — Мустафа и его младшая сестра Макбуле. Выросла в Салониках, после окончания Балканских войн, когда Салоники отошли к Греции, вместе с матерью переехала в Анкару. Позже жила на вилле Джамлы Кёшк (Стеклянный Павильон), построенной в 1936 специально для неё в саду возле
Президентского дворца.
В 1930 вступила в либерально-республиканскую партию Турции, лидером которой был Али Фетхи Окийяр, но через несколько месяцев партия самораспустилась.
Была замужем за депутатом Великого Национального Собрания Турции Меджди Бойсаном.
Опубликовала мемуары о своем брате «Büyük Kardeşim Atatürk» (Старший брат Ататюрк) (1952) и «Ağabeyim Mustafa Kemal» (Мой брат — Мустафа Кемаль) (1952).
Умерла в Анкаре 18 января 1956, похоронена на кладбище Джебеджи Асри.